# Senoculus scalarum
Espèce
Senoculus scalarum est une espèce d'araignées aranéomorphes de la famille des Senoculidae.

## Distribution
Cette espèce est endémique de la province de Misiones en Argentine,.

## Publication originale
- Schiapelli & Gerschman, 1958 : Arañas argentinas III. Arañas de Misiones. Revista del Museo Argentino de Ciencias Naturales Bernardino Rivadavia, vol. 3, no 4, p. 187-231.